# 8.ª etapa do Tour de France de 2020
A 8.ª etapa do Tour de France de 2020 decorreu a 5 de setembro de 2020 entre Cazères e Loudenvielle sobre um percurso de 141 km e foi vencida pelo francês Nans Peters da equipa AG2R La Mondiale. O britânico Adam Yates conseguiu, um dia mais, manter o maillot amarelo.

## Classificação da etapa
| \| Classificação por etapas \| Classificação por etapas \| Classificação por etapas \| Classificação por etapas \| Classificação por etapas \| \| Ciclista \| Ciclista \| Equipe \| Tempo \| \| \| ------------------------ \| ------------------------ \| -------------------------------- \| ------------------------ \| ------------------------ \| \| 1. \| Nans Peters \| AG2R La Mondiale \| 4h02m12s \| \| \| 2. \| Toms Skujiņš \| Trek-Segafredo \| + 47s \| \| \| 3. \| Carlos Verona \| Movistar Team \| + 47s \| \| \| 4. \| Ilnur Zakarin \| CCC Team \| + 1m09s \| \| \| 5. \| Neilson Powless \| EF Pro Cycling \| + 1m41s \| \| \| 6. \| Ben Hermans \| Israel Start-Up Nation \| + 3m42s \| \| \| 7. \| Quentin Pacher \| B&B Hotels-Vital Concept p/b KTM \| + 3m42s \| \| \| 8. \| Søren Kragh Andersen \| Team Sunweb \| + 4m04s \| \| \| 9. \| Tadej Pogačar \| UAE Team Emirates \| + 6m00s \| \| \| 10. \| Romain Bardet \| AG2R La Mondiale \| + 6m38s \| \| |                      |                                  |          |
| |                      |                                  |          |
| Fonte: ProCyclingStats |                      |                                  |          |
| Classificação por etapas |                      |                                  |          |
| Ciclista | Ciclista             | Equipe                           | Tempo    |
| 1. | Nans Peters          | AG2R La Mondiale                 | 4h02m12s |
| 2. | Toms Skujiņš         | Trek-Segafredo                   | + 47s    |
| 3. | Carlos Verona        | Movistar Team                    | + 47s    |
| 4. | Ilnur Zakarin        | CCC Team                         | + 1m09s  |
| 5. | Neilson Powless      | EF Pro Cycling                   | + 1m41s  |
| 6. | Ben Hermans          | Israel Start-Up Nation           | + 3m42s  |
| 7. | Quentin Pacher       | B&B Hotels-Vital Concept p/b KTM | + 3m42s  |
| 8. | Søren Kragh Andersen | Team Sunweb                      | + 4m04s  |
| 9. | Tadej Pogačar        | UAE Team Emirates                | + 6m00s  |
| 10. | Romain Bardet        | AG2R La Mondiale                 | + 6m38s  |

## Classificações ao final da etapa

### Classificação geral(Maillot Jaune)
| \| Classificação geral \| Classificação geral \| Classificação geral \| Classificação geral \| Classificação geral \| \| Ciclista \| Ciclista \| Equipe \| Tempo \| \| \| ------------------- \| ------------------- \| ------------------- \| ------------------- \| ------------------- \| \| 1. \| Adam Yates \| Mitchelton-Scott \| 34h44m52s \| \| \| 2. \| Primož Roglič \| Jumbo-Visma \| + 3s \| \| \| 3. \| Guillaume Martin \| Cofidis \| + 9s \| \| \| 4. \| Romain Bardet \| AG2R La Mondiale \| + 11s \| \| \| 5. \| Egan Bernal \| Ineos Grenadiers \| + 13s \| \| \| 6. \| Nairo Quintana \| Arkéa-Samsic \| + 13s \| \| \| 7. \| Miguel Ángel López \| Astana \| + 13s \| \| \| 8. \| Rigoberto Urán \| EF Pro Cycling \| + 13s \| \| \| 9. \| Tadej Pogačar \| UAE Team Emirates \| + 48s \| \| \| 10. \| Enric Mas \| Movistar Team \| + 1m00s \| \| |                    |                   |           |
| |                    |                   |           |
| Fonte: ProCyclingStats |                    |                   |           |
| Classificação geral |                    |                   |           |
| Ciclista | Ciclista           | Equipe            | Tempo     |
| 1. | Adam Yates         | Mitchelton-Scott  | 34h44m52s |
| 2. | Primož Roglič      | Jumbo-Visma       | + 3s      |
| 3. | Guillaume Martin   | Cofidis           | + 9s      |
| 4. | Romain Bardet      | AG2R La Mondiale  | + 11s     |
| 5. | Egan Bernal        | Ineos Grenadiers  | + 13s     |
| 6. | Nairo Quintana     | Arkéa-Samsic      | + 13s     |
| 7. | Miguel Ángel López | Astana            | + 13s     |
| 8. | Rigoberto Urán     | EF Pro Cycling    | + 13s     |
| 9. | Tadej Pogačar      | UAE Team Emirates | + 48s     |
| 10. | Enric Mas          | Movistar Team     | + 1m00s   |

### Classificação por pontos(Maillot Vert)
| Classificação por pontos | Classificação por pontos | Classificação por pontos         | Classificação por pontos | Classificação por pontos |
| Ciclista                 | Ciclista                 | Equipe                           | Pontos                   |                          |
| ------------------------ | ------------------------ | -------------------------------- | ------------------------ | ------------------------ |
| 1.                       | Peter Sagan              | Bora-Hansgrohe                   | 138 pts                  |                          |
| 2.                       | Sam Bennett              | Deceuninck-Quick Step            | 131 pts                  |                          |
| 3.                       | Wout van Aert            | Jumbo-Visma                      | 106 pts                  |                          |
| 4.                       | Bryan Coquard            | B&B Hotels-Vital Concept p/b KTM | 106 pts                  |                          |
| 5.                       | Alexander Kristoff       | UAE Team Emirates                | 93 pts                   |                          |
| 6.                       | Matteo Trentin           | CCC Team                         | 91 pts                   |                          |
| 7.                       | Julian Alaphilippe       | Deceuninck-Quick Step            | 82 pts                   |                          |
| 8.                       | Caleb Ewan               | Lotto-Soudal                     | 75 pts                   |                          |
| 9.                       | Greg Van Avermaet        | CCC Team                         | 64 pts                   |                          |
| 10.                      | Cees Bol                 | Team Sunweb                      | 62 pts                   |                          |

### Classificação da montanha(Maillot à Pois Rouges)
| Classificação da montanha | Classificação da montanha | Classificação da montanha        | Classificação da montanha | Classificação da montanha |
| Ciclista                  | Ciclista                  | Equipe                           | Pontos                    |                           |
| ------------------------- | ------------------------- | -------------------------------- | ------------------------- | ------------------------- |
| 1.                        | Benoît Cosnefroy          | AG2R La Mondiale                 | 35 pts                    |                           |
| 2.                        | Nans Peters               | AG2R La Mondiale                 | 31 pts                    |                           |
| 3.                        | Ilnur Zakarin             | CCC Team                         | 25 pts                    |                           |
| 4.                        | Toms Skujiņš              | Trek-Segafredo                   | 24 pts                    |                           |
| 5.                        | Quentin Pacher            | B&B Hotels-Vital Concept p/b KTM | 20 pts                    |                           |
| 6.                        | Neilson Powless           | EF Pro Cycling                   | 14 pts                    |                           |
| 7.                        | Carlos Verona             | Movistar Team                    | 14 pts                    |                           |
| 8.                        | Michael Gogl              | NTT Pro Cycling                  | 12 pts                    |                           |
| 9.                        | Nicolas Roche             | Team Sunweb                      | 11 pts                    |                           |
| 10.                       | Primož Roglič             | Jumbo-Visma                      | 10 pts                    |                           |

### Classificação do melhor jovem(Maillot Blanc)
| Classificação dos jovens | Classificação dos jovens | Classificação dos jovens | Classificação dos jovens | Classificação dos jovens |
| Ciclista                 | Ciclista                 | Equipe                   | Tempo                    |                          |
| ------------------------ | ------------------------ | ------------------------ | ------------------------ | ------------------------ |
| 1.                       | Egan Bernal              | Ineos Grenadiers         | 34h45m05s                |                          |
| 2.                       | Tadej Pogačar            | UAE Team Emirates        | + 35s                    |                          |
| 3.                       | Enric Mas                | Movistar Team            | + 47s                    |                          |
| 4.                       | Sergio Higuita           | EF Pro Cycling           | + 2m35s                  |                          |
| 5.                       | Neilson Powless          | EF Pro Cycling           | + 31m36s                 |                          |
| 6.                       | Daniel Felipe Martínez   | EF Pro Cycling           | + 33m20s                 |                          |
| 7.                       | Harold Tejada            | Astana                   | + 35m25s                 |                          |
| 8.                       | Valentin Madouas         | Groupama-FDJ             | + 46m01s                 |                          |
| 9.                       | Lennard Kämna            | Bora-Hansgrohe           | + 49m49s                 |                          |
| 10.                      | David Gaudu              | Groupama-FDJ             | + 53m22s                 |                          |

### Classificação por equipas(Classement par Équipe)
| Classificação por equipes | Classificação por equipes | Classificação por equipes | Classificação por equipes |
| Equipe                    | Equipe                    | Tempo                     |                           |
| ------------------------- | ------------------------- | ------------------------- | ------------------------- |
| 1.                        | EF Pro Cycling            | 104h12m30s                |                           |
| 2.                        | Trek-Segafredo            | + 1m35s                   |                           |
| 3.                        | Movistar Team             | + 2m34s                   |                           |
| 4.                        | AG2R La Mondiale          | + 13m21s                  |                           |
| 5.                        | Jumbo-Visma               | + 21m35s                  |                           |
| 6.                        | Bahrain McLaren           | + 21m40s                  |                           |
| 7.                        | Astana                    | + 22m28s                  |                           |
| 8.                        | Ineos Grenadiers          | + 22m56s                  |                           |
| 9.                        | Mitchelton-Scott          | + 34m10s                  |                           |
| 10.                       | UAE Team Emirates         | + 40m16s                  |                           |

## Abandonos
- Giacomo Nizzolo por uma lesão no joelho.[2]
- Diego Rosa por uma queda durante a etapa que lhe causou uma fractura de clavícula.[3]
- Lilian Calmejane por problemas físicos como consequência de várias quedas sofridas em dias anteriores.[4]
- William Bonnet.[5]